# Ришард Капушчински
Рѝшард Капушчѝнски (на полски: Ryszard Kapuściński) е известен полски журналист, публицист, писател и поет. Капушчински е смятан за един от водещите полски журналисти на XX век.
Наред със Станислав Лем, той е най-превежданият полски писател.

## Биография
Роден е в 1932 г. в Пинск, град, който по това време е в границите на Втората Полска република, а днес е в Беларус.
Дебютира като поет още на 17 години в седмичника „Dziś i jutro“. През 1950 г. завършва Варшавската гимназия „Станислав Сташиц“. През 1955 г. завършва Историческия факултет на Варшавския университет и започва работа в редакцията на „Sztandar Młodych“. През 1956 г. получава първата си награда – Златен кръст за заслуги – за репортажа „To też jest prawda o Nowej Hucie“ („Това също е вярно за Нова Хута“), който описва тежките условия, при които работниците строят комбината. През същата година се осъществява и неговото първо пътуване извън Европа – до Индия. Напуска вестника през 1958 г., отхвърлен от редакцията, заради подкрепата му към седмичника „Po prostu“, който критикува властта.
Премества се в „Политика“. Между 1953 г. и 1981 г. Капушчински е член на Полската обединена работническа партия. След като няколко години отразява полски събития, през 1964 г. Капушчински е назначен в Полската информационна агенция (РАР). Като неин единствен чуждестранен кореспондент през следващите десет години той отговаря за 50 страни“. През този период Капушчински пътува из развиващия се свят и отразява войни, преврати и революции в Азия, Европа и Латинска Америка, включително Футболната война – „кървав, невероятен конфликт, избухнал между Хондурас и Салвадор през 1969 година заради две футболни срещи“. Капушчински е известен с отразяването на разпада на колониалната система в Африка през 60-те и 70-те години на XX век. До завръщането си в Полша той отразява 27 революции и преврата.
От 1974 г. работи в седмичника „Kultura“. Превежда на полски език „Боливийския дневник“ на Че Гевара. Сприятелява се със Салвадор Алиенде.
През 1987 г. Royal Court Theatre в Лондон поставя сценична адаптация на неговата книга „Императорът“, която описва рухването на режима на Хайле Селасие I в Етиопия (по-късно поставен на сцена и в страната).
От началото на 60-те години Капушчински започва да публикува книги, чийто жанр съчетава пътеписа с журналистиката, отличаващи се с изтънчена разказваческа техника и психологически портрети на героите, богатство на метафори и други стилистични фигури. Едни от най-известните книги на Капушчински са: „Императорът“, публикувана през 1978 г. (издадена на български заедно с „Шахиншахът“ през 1990 година); „Шахиншахът“ (1982) – падането на последния шах на Иран Мохамед Реза Пахлави; и „Империята“ от 1993 (български превод през 1994) – последните дни на Съветския съюз те се радват на забележителен успех в цял свят.
Член е на Дружеството на полските писатели.
Умира на 23 януари 2007 г. на 74-годишна възраст. Неговата смърт е отразена от полски и световни медии. Погребалната литургия е на 31 януари 2007 г. в базиликата „Св. Кръст“ във Варшава. Води я примасът на Полша Юзеф Глемп. Капушчински е погребан на Военното гробище Повонзки.

## Отличия и награди
През 1996 г. е отличен с наградата „Ян Парандовски“, през 1999 г. получава „Икар“.
Избран е сред журналистическото съсловие за Журналист на века чрез допитване на изданието Press. Лауреат на наградата „Дариуш Фикус“ за 2014 г. Доктор хонорис кауза на Шльонския университет (17 октомври 1997 г.), Вроцлавския университет (2001), Ягелонския университет (2004) и Гданския университет (29 януари 2004 г.).
Общо получава над 40 отличия и награди.

## Прием в България
В България са издадени книгите на Капушчински „Шахиншахът“, „Империята“, „Футболната война“, „Още един ден живот“, „Абанос“ „Пътешествие с Херодот“, „Лапидарии“ (I, II, III, VI), „Дневникът на репортера“, „Стремителният ход на историята. Записки на ХХ и ХХI век“, „Другият“, „Писането. С Ришард Капушчински разговаря Марек Милер“. Преводът им е дело на Благовеста Лингорска, която през 2018 г. става лауреат на Наградата за превод на творби на Ришард Капушчински за цялостно творчество. Преводач на „Лапидарии“ т. IV-V е Милена Милева.

## Памет
От 2010 г. се връчва награда „Ришард Капушчински“ за най-добрите книги с репортажи.

### Преводи
- Che Guevara – Dziennik z Boliwii (превод и бележки под линия Ришард Капушчински)

### Публикации в списаниеGranta(на английски)
- Granta 15: A Warsaw Diary
- Granta 16: Science
- Granta 20: In Trouble Again
- Granta 21: The Story-Teller
- Granta 26: Travel
- Granta 28: Birthday Special!
- Granta 33: What Went Wrong?
- Granta 48: Africa
- Granta 73: Necessary Journeys
- Granta 88: Mothers

### Фотография
- Z Afryki (Извън Африка) (2000) – Първият фотографски албум на автора. Публикуван в Испания под заглавието Desde Africa (2001) и в Италия под заглавието Dall'Africa (2002).
- Ryszard Kapuściński: Fragment (2002) – Каталог от фотографска изложба на автора в Opus Gallery във Вроцлав през май 2002 г.
- Ze świata (От света) (2008) – Албум с авторски фотографии от цял свят, с предговор на Джон Ъпдайк (текст на полски).
- Spacer poranny (Сутрешната ми разходка) (2009) – Албум с авторски фотографии от Mokotów Field във Варшава (text in English, German and Spanish, as well as Polish).
- Ryszard Kapuściński: From the Imperium (2010) – Каталог от фотографска изложба на автора в Националната художествена галерия Zachęta във Варшава, 18 декември 2010 – 20 февруари 2011.
- Busz po polsku. Postscriptum (2012) – Албум с авторски фотографии от изложбата Konin jak Colorado. Снимките са открити през 2010 г.